# Schüttgelb
Das Schüttgelb ist ein durch Verlackung von pflanzlichen Farbstoffen auf ein mineralisches Substrat hergestelltes Pigment von historischer Bedeutung. Es fand im Mittelalter als Lasur in der Tafelmalerei Anwendung. In Leim gebunden, seltener in Öl, und als Pastell verwendeten es die Maler bis ins 19. Jahrhundert. Es ist nicht lichtecht.
Bekannte andere Bezeichnungen (Beinamen) für Schüttgelb sind Gelber Lack und Stil de grain (Stil de grain brun, Stil de grain vert), englisch dutch pink, persian berry lake  oder buckthorn pibment. Der althergebrachte Name Schüttgelb bezeichnet heute lediglich einen blassgelben Farbton.
Der färbende Anteil stammte zumeist aus den getrockneten Beeren (Gelbbeeren) der Kreuzdornarten (Gattung Rhamnus) - Kreuzdornbeeren. Es handelt sich dabei um die Inhaltsstoffe Rhamnetin (C16H12O7), einen Methylether eines Pentahydroxyflavons, ferner um Rhamnazin und Quercetin.
Mit Kreuzdornbeeren lassen sich Pigmente verschiedener Farbtöne erzeugen: unreife Beeren ergeben gelb, reife färben grün und überreife Beeren werden purpurrot.